# کارمند

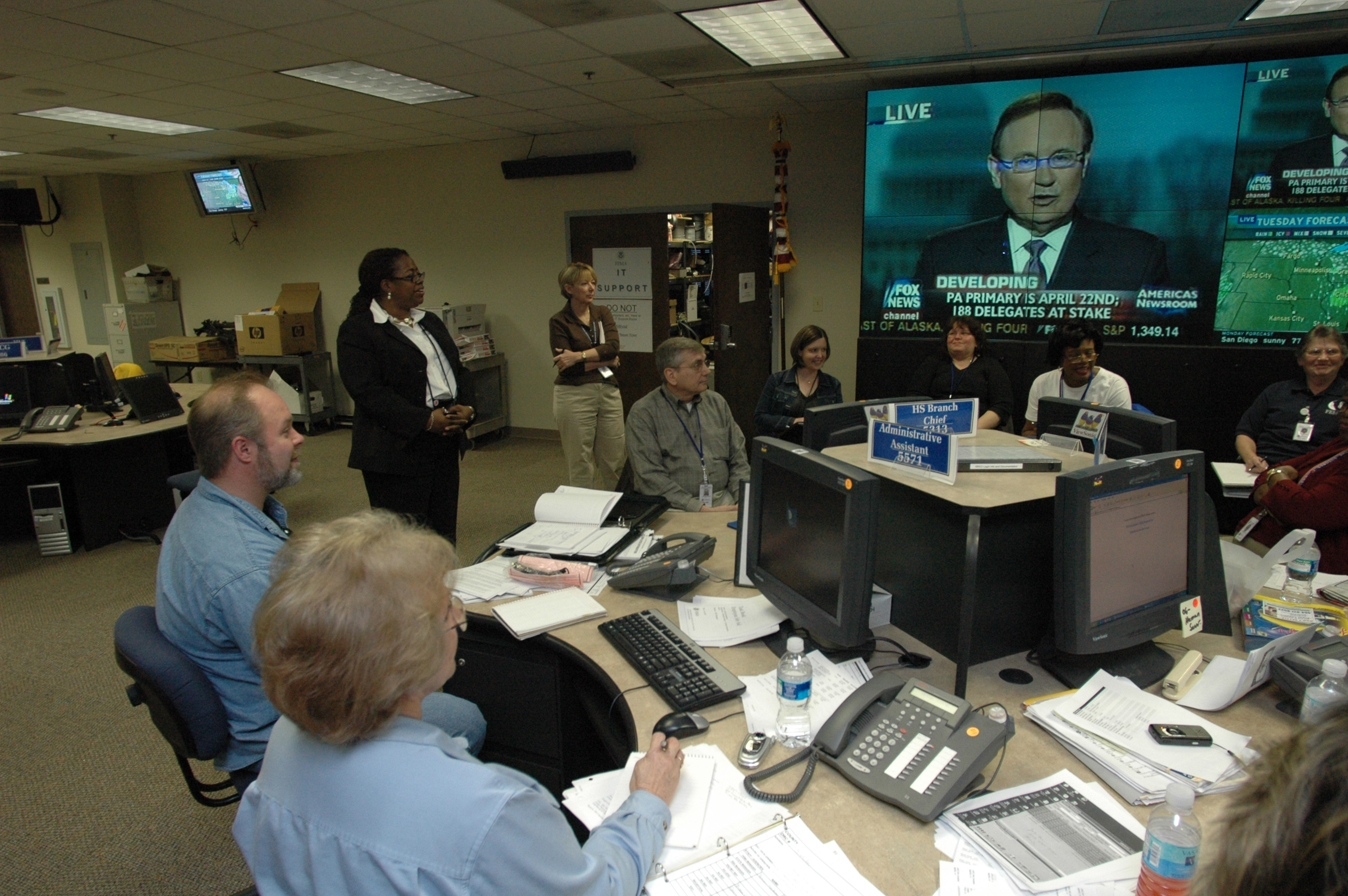
شماری از کارمندان در یک اداره

کارمند کسی است که به ازای انجام کار فکری در دستگاهی اداری، حقوق دریافت می‌کند و بناست که به‌طور درازمدت اشتغال داشته باشد.
کارمندان به دو بخش کارمندان دولتی و کارمندان خصوصی تقسیم می‌شوند. ویژگی‌های خاص کارمندان، کارمندان بخش خصوصی را از کارمندان بخش دولتی و این دو قشر را از طبقهٔ کارگر جدا می‌کند. وضعیت مادی کارمندان و منزلت اجتماعی آنان (هم دولتی و هم خصوصی) با تحولات اقتصادی و اجتماعی نوسان دارد.
کارمندی در مفهوم جدید با رشد سرمایه‌داری و پس از انقلاب صنعتی شکل گرفت. دانشگاه‌های غرب که تامین‌کنندهٔ نیاز جریان تولید صنعتی بودند تربیت کارمندان را بر عهده گرفتند. جامعه‌شناسان مارکسیستی اصولاً قائل به وجود قشری به نام کارمند نیستند و جامعه را به دو طبقهٔ کارگر و سرمایه‌دار تقسیم می‌کنند. اما جامعه‌شناسان سرمایه‌داری قشر کارمند را یکی از طبقات چندگانه می‌دانند که از طبقات متوسط است.

## تاریخچه
منشأ پیدایش کارمندان دولتی را باید در دربارها جستجو کرد که پادشاهان افراد خاصی را که دارای مهارت‌های لازم بودند به‌طور درازمدت -در قالب مزد زمانی- استخدام کردند، و آنان را به نظام ارزشی خود وفادار ساختند. با جایگزینی حکومت‌های جمهوری به جای پادشاهی، این کارمندان باید علاوه برداشتن مهارت‌های لازم، وفاداری خود را به نظام حکومتی نیز آشکار می‌ساختند.
اما در خصوص کارمندان خصوصی، پس از انقلاب صنعتی بنگاه‌های تولیدی به افرادی که به شکل پیوسته در خدمتشان باشد نیازمند شدند و چنین کسانی را استخدام کردند. رفته‌رفته با تقویت این نیاز، ملاک‌ها و معیارهای پذیرش سخت‌تر می‌شد. تا اینکه مؤسسات آموزشی به مرکزی برای آموزش دانش‌های لازم به منظور ورود به مشاغل تبدیل شدند تا جایی که بیش‌تر افرادی که در پی شغل کارمندی بودند به این موسسات رجوع می‌کردند و پس از تحصیل و بدست آوردن مدارک لازم، برای استخدام مراجعه می‌کردند. با گسترش جامعه صنعتی شمار کارمندان نسبت به کارگران به سرعت افزایش یافت، تا جایی که کارمندان به اهمیت اجتماعی، سیاسی و اقتصادی قابل توجهی رسیدند و علاوه بر دریافت حقوق مناسب، به پست‌های اجرایی متناسب رسیدند.